# Çiftalan, Eyüp
Çiftalan là một xã thuộc huyện Eyüp, tỉnh Istanbul, Thổ Nhĩ Kỳ. Dân số thời điểm năm 2010 là 128 người.